# Gare de Saint-Sulpice - Auteuil
Ne doit pas être confondu avec Gare de Saint-Sulpice-Laurière, Gare de Saint-Sulpice (Tarn) ou Gare de Saint-Sulpice - Izon.
La gare de Saint-Sulpice - Auteuil est une gare ferroviaire française de la ligne d'Épinay - Villetaneuse au Tréport - Mers, située sur le territoire de la commune de Saint-Sulpice, à proximité d'Auteuil, dans le département de l'Oise, en région Hauts-de-France.
C'est une halte ferroviaire de la Société nationale des chemins de fer français (SNCF) desservie par des trains TER Hauts-de-France.

## Situation ferroviaire
Établie à 116 m d'altitude, la gare de Saint-Sulpice - Auteuil est située au point kilométrique (PK) 66,757 de la ligne d'Épinay - Villetaneuse au Tréport - Mers, entre les gares ouvertes de Laboissière - Le Déluge et de Beauvais. 

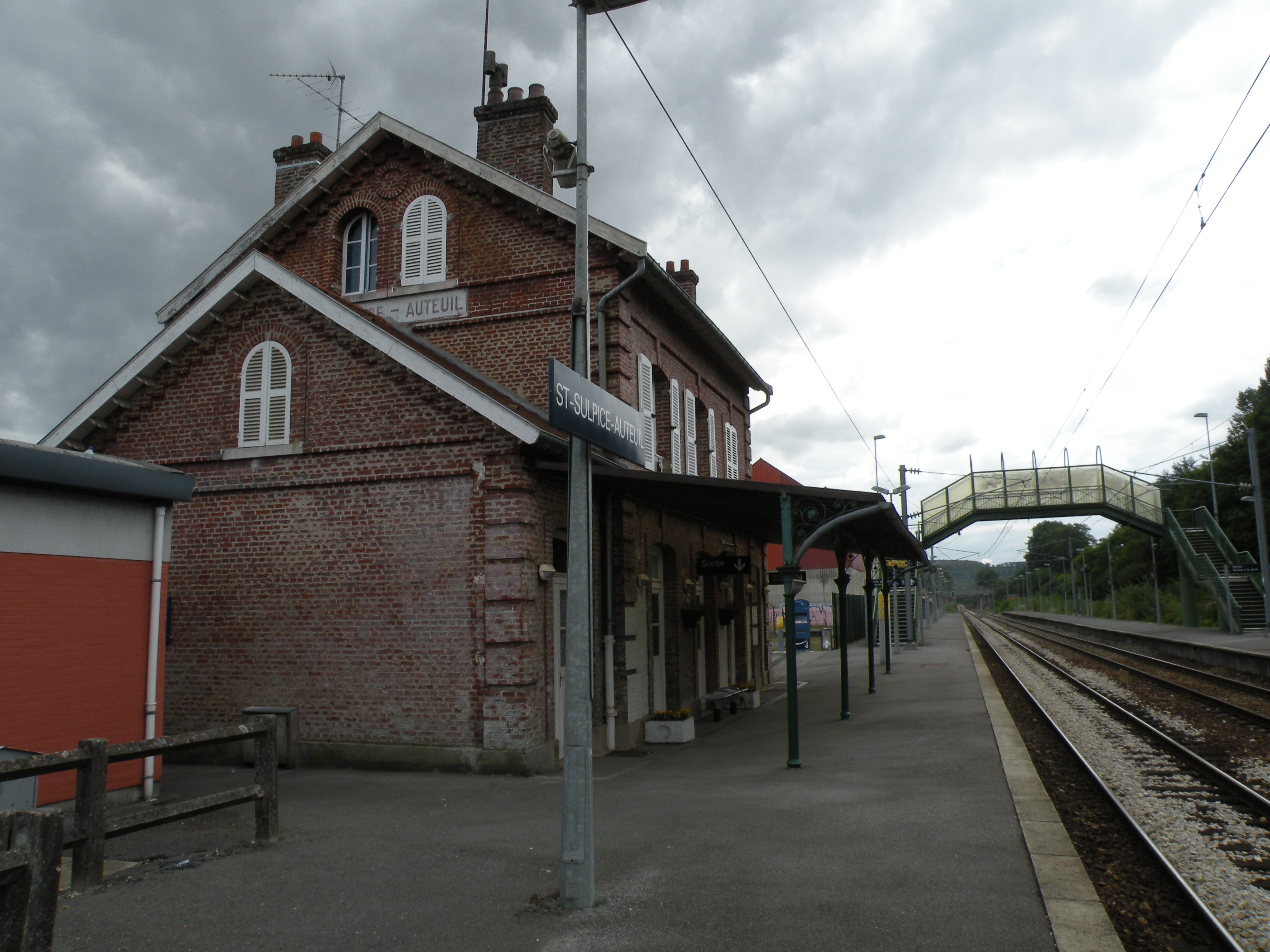
L'intérieur de la gare en 2010.

## Histoire

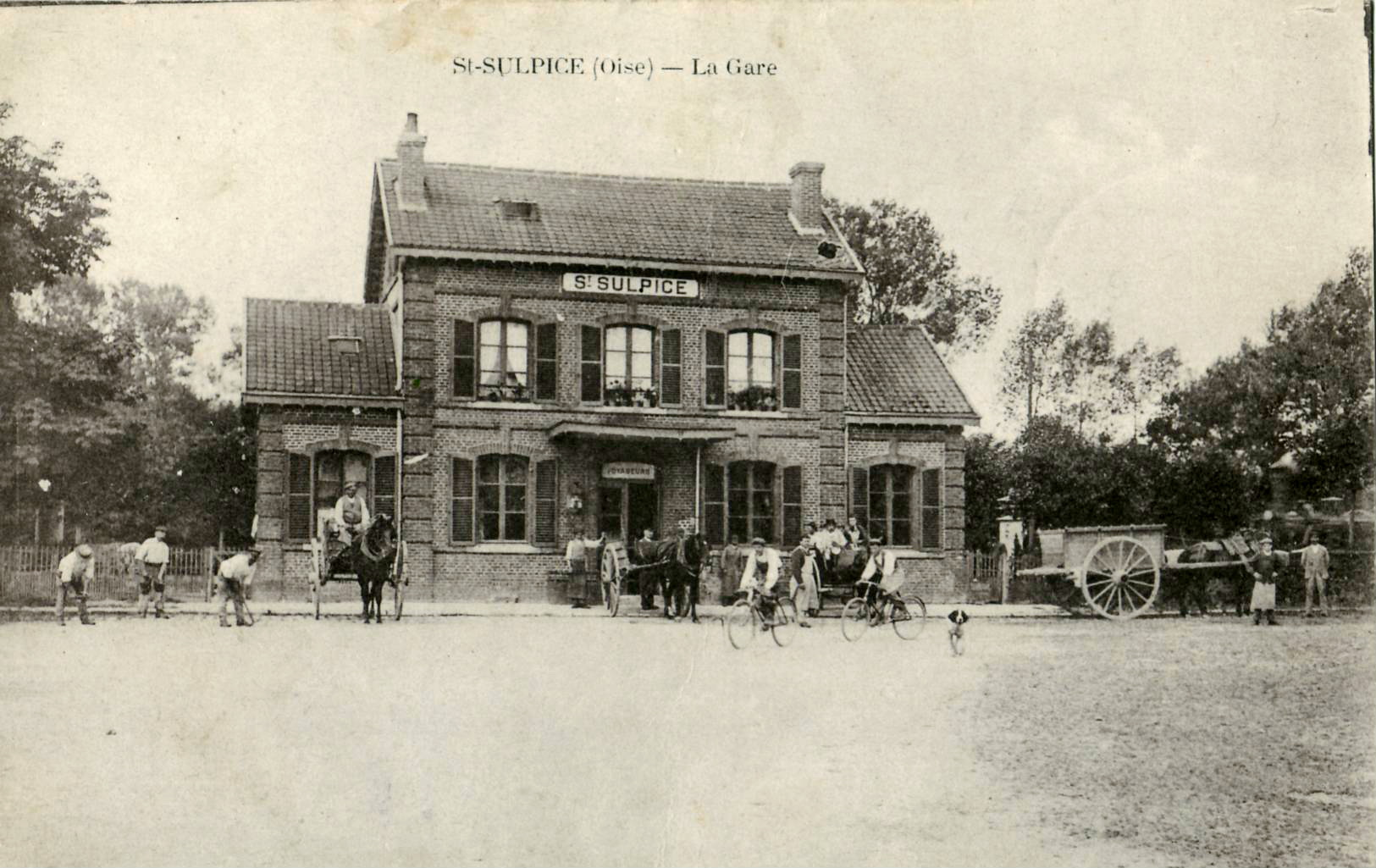
La gare, vers 1918.

### Fréquentation
En 2023, selon les estimations de la SNCF, la fréquentation annuelle de la gare était de 43 524 voyageurs.

## Service des voyageurs

### Accueil
Gare SNCF, elle dispose d'un bâtiment voyageurs, avec guichet, ouvert du lundi au vendredi et fermé les samedis, dimanches et jours fériés. 
Une passerelle permet la traversée des voies et le passage d'un quai à l'autre.

### Desserte
Saint-Sulpice - Auteuil est desservie par des trains TER Hauts-de-France qui effectuent des missions entre les gares de Paris-Nord et de Beauvais. En 2009, la fréquentation de la gare était de 487 voyageurs par jour.

### Intermodalité
Un parking pour les véhicules y est aménagé.